# Dysiatus melas
Dysiatus melas là một loài bọ cánh cứng trong họ Cerambycidae.